# Абсберг (дворянский род)

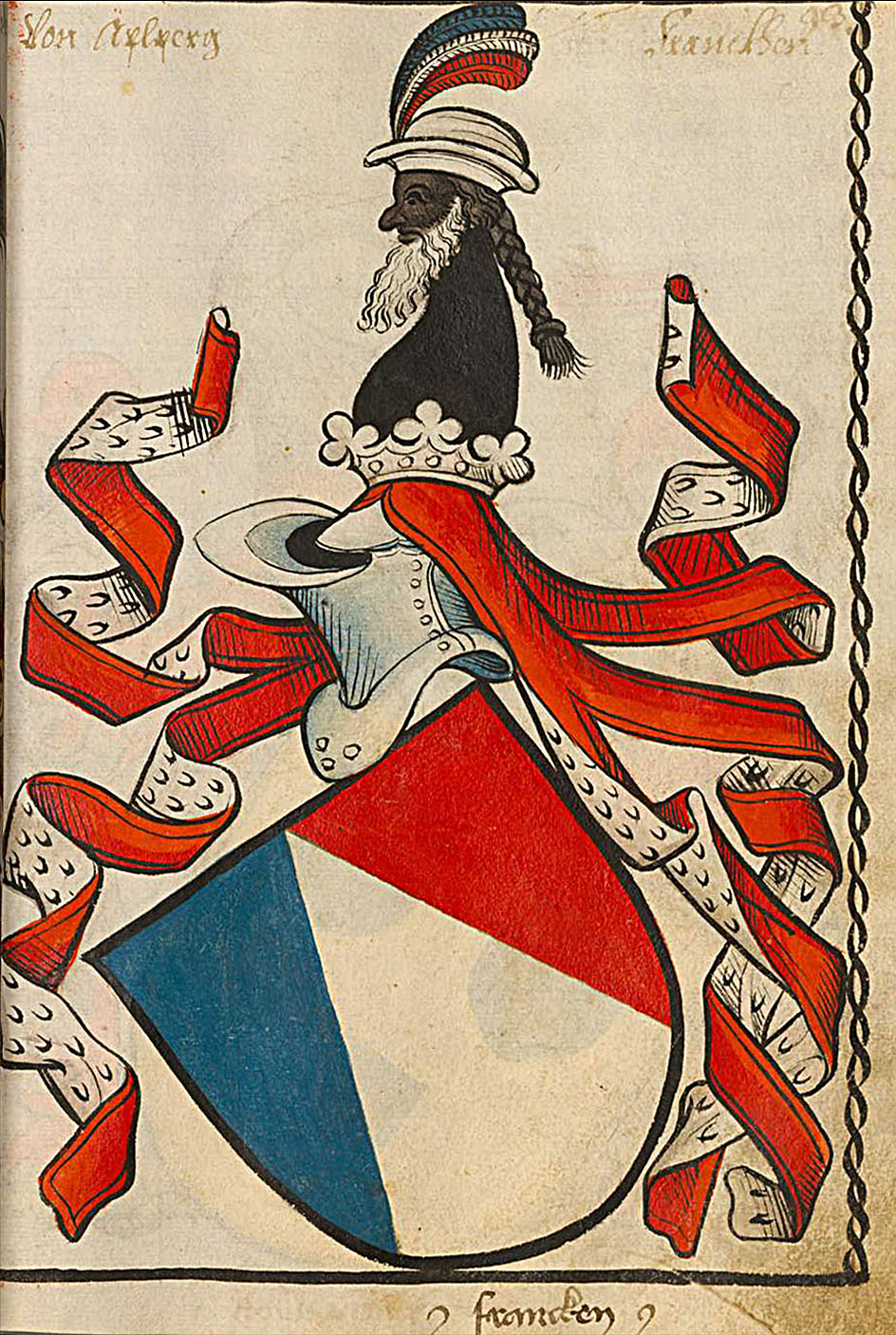
Герб семьи Абсбергов (Гербовник Шайблеров.

Абсберг (нем. Absberg) — немецкая дворянская семья из Франконии.

## История

### Линия Абсберг
Резиденция семьи Абсбергов — одноимённый замок в Абсберге впервые упоминается в 1343 г. Дворянская семья упоминается с 1238 г., когда Аделаида де Аппесперх была замужем за Генрихом фон Абсбергом (которого с 1242 года называли фраером (свободным), а с 1254 года — «эдлером» (благородным)).
При Конраде фон Абсберге Абсберг стал приходом в 1327 году. В 1488 году князь-епископ Регенсбурга Генрих IV фон Абсберг из линии Абсберг-Румбург построил в деревне часовню.
Линия Абсбергов, дослужившаяся до титула фрайгерров, стала протестантской в 1533 г., в то время как линия Абсбергов из Румбурга сохранила католицизм.
Особенностью владений Абсбергов была его привилегия Фрайунг (нем. Freiung), дававшая защиту от судебного преследования за исключением оскорбления величества и убийства. Эта привилегия была впервые предоставлена роду королем Рупрехтом в 1401 году и несколько раз подтверждалась более поздними правителями. Право активно использовалось, и Абсберг стал убежищем. Право на убежище здесь было отменено в 1799 году.
Члены семьи неоднократно воевалли с имперским городом Нюрнберга.
Самой известным представителем семейства был раубриттер Томас фон Абсберг, занимавшийся похищением людей и имевший поддержку среди низшего дворянства и рыцарства Франконии. В 1523 г. его деятельность побудила Швабскую лигу разрушить 23 небольших замка его сторонников и его собственный. Взамен уничтоженного Абсбергеры в 1593—1595 гг. построили новый замок, который расширили в 1610 г.
Последним представителем мужской линии рода стал Ганс Вейт фон Абсберг, умерший 9 апреля 1647 г. Владения Абсбергеров (аллод, имперские феодальные владения, а также феодальные владения Айхштетт и Бранденбург) перешли после нескольких лет споров в 1652 г. к Тевтонскому ордену, который в 1723—1726 гг. вместо замка построил орденский замок (Schloss Absberg).

### Линия Румбург

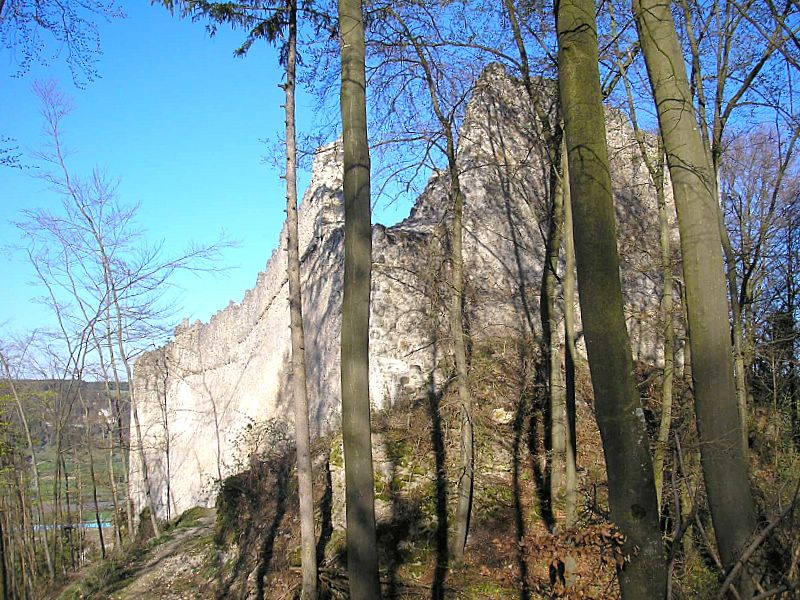
Замок Румбург.

К концу 13 века Абсберги от семьи Эммендорф получили замок Румбург, находящийся в нынешнем в районе Айхштетт. Замок включал в себя также поместья в Унтереммендорфе и Обереммендорфе, Ирферсдорфе, Ирлахюлле, Ашбухе, Нойцелле, Пфраундорфе, Хаунштеттене, Визенхофене, Байльнгрисе, Кальдорфе, Киндинге, Ландерцхофене, Меттендорф, Райтенбух, Литтерцхофен и Берхинге, затем также таверна (= таверна) и право на церковный день (рыночное право прямо на празднике освящения церкви) в Рёкенхофен, Херрнсберг (там также Шмидштат) и Гюнценхофене.
Сохранившиеся руины во многом относятся к начавшему в 1350 г. при новых владельцах расширению крепости. Первое документальное упоминание об этом замке относится к 1361 г. В 1374 году Генрих фон Абсберг получил разрешение от императора Карла IV на превращение Энкеринга в город, но план не удалось реализовать.
В 1395 г. Ганс и Генрих фон Абсберг фон Румбург унаследовали владение и замок Райхенек через своих жен Маргариту и Клару Шенк фон Райхенек из боковой линии фон Лимпург. Во время продолжавшейся с 1388 г. вражды, в том числе с имперским городом Нюрнбергом, Абсбергеры поклялись королю Вацлаву в 1397 г., что будут хранить земский мир, но вскоре после этого нарушили клятву. 7 июля 1398 года Райхенек был взят войсками имперского города и нюрнбергского бургграфа Фридриха VI и окончательно разрушен. В 1400 г. король Рупрехт I запретил Арбсбергам восстановление укреплений.
В 1520 г. Эразм фон Абсберг принял участие в нападении на графа Иоахима фон Эттингена, в результате которого тот погиб. Таким образом, в 1521 г. войска Швабского союза заняли Румбург, который затем был передан под принудительное управление. В 1528 году Эразм смог получить реабилитацию сейме в Аугсбурге, объяснив свои деяния «молодостью и невежеством».
В 1540 г. егерь случайно устроил сильный пожар. В том же году умер Эразм, не оставив наследника мужского пола. Поэтому в 1546 г. имевшие большие долги наследники продали Румбург княжеству-епископству Айхштет.

## Герб
На гербе семьи Абсберг изображен серебряный изогнутый наконечник, который делит щит по вертикали на синий и красный.

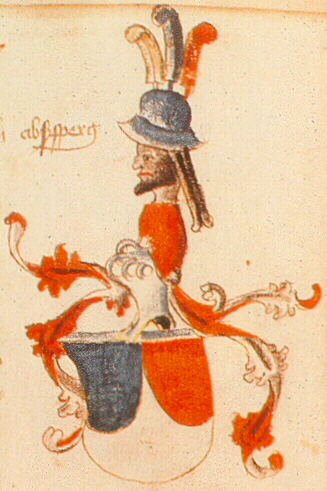
Герб Арсбергов (Кодекс Ингерама)
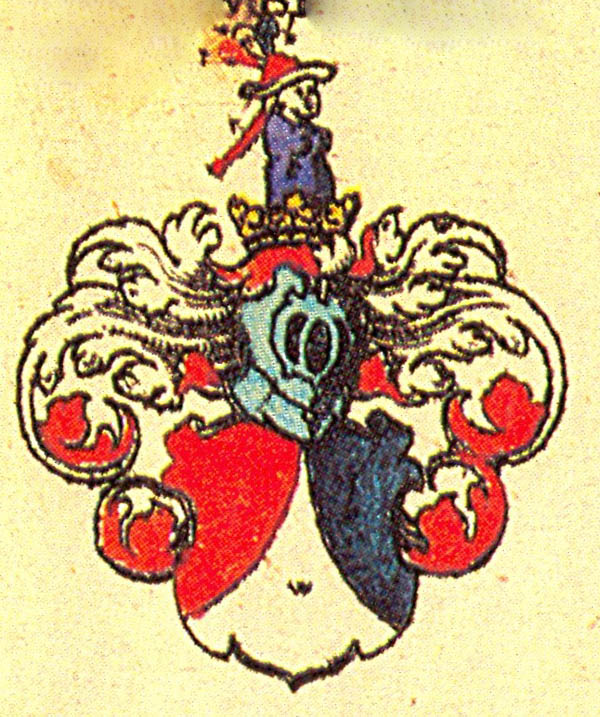
Герб семьи фон Абсбергов (Гербовник Зибмахера)
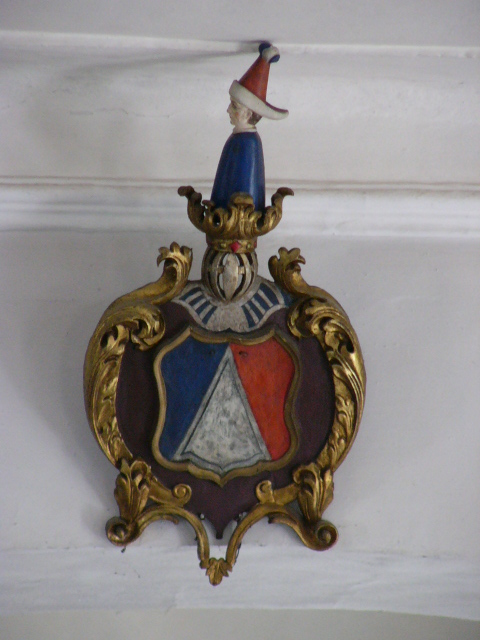
Герб в алтарной арке протестантской церкви в Абсберге.
Герб торговой общщины Арсберг.
Герб торговой общины Kinding